# Мухаммад Юсуф, Мухаммад Садык
Шейх Мухаммад Садык Мухаммад Юсуф (узб. Muhammad Sodiq Muhammad Yusuf; 15 апреля 1952, Андижан — 10 марта 2015, Ташкент) — советский и узбекский религиозный деятель и богослов. Муфтий и председатель Духовного управления мусульман Средней Азии и Казахстана. Народный депутат СССР. Был Соучредителем и членом Совета секретарей Всемирного союза мусульманских улемов.

## Биография
Мухаммад Садык Мухаммад Юсуф родился 15 апреля 1952 года в Узбекистане, в семье религиозного учёного. Его отец — учитель Мухаммад Юсуф дал сыну начальное религиозное образование, создал все условия, чтобы он преуспевал в школе, привил любовь к чтению.
Окончив среднюю школу, в 1970 году Мухаммад Садык обучался в медресе «Мир Араб» в Бухаре, которое успешно окончил экстерном. В 1973 году поступил в Ташкентский исламский институт им. имама Бухари. После окончания института в 1975 году, работал в журнале «Мусульмане Советского Востока». В 1976 поступил в университет «Даъва Исламия» в Триполи (Ливия), который окончил в 1980 году с отличием. Вернувшись на родину, работал в отделе внешних связей Духовного управления мусульман Средней Азии и Казахстана, преподавал в Высшем исламском институте им. Имама Бухари. За это время Мухаммад Садык разработал новый учебный план института, внедрил преподавание новых исламских дисциплин, наладил обеспечение слушателей необходимой учебной и научной литературой. 1986 году стал ректором института.
6 февраля 1989 года Мухаммад Садык Мухаммад Юсуф становится муфтием — главой Духовного управления мусульман Средней Азии и Казахстана, а накануне обретения независимости Узбекистана шейх был избран депутатом Верховного Совета СССР и стал первым муфтием независимого Узбекистана.
С обретением независимости народу были даны религиозные свободы, муфтий Мухаммад Садык Мухаммад Юсуф стал популярнейшей фигурой в Узбекистане. В том же году он был избран народным депутатом СССР.
Свою деятельность в качестве муфтия и председателя Духовного управления шейх направил на устранение существовавших преград на пути обретения мусульманами своих религиозных прав, на обретение возможности получать религиозное образование, восстановление исламской культуры. В качестве Председателя Духовного управления мусульман Средней Азии и Казахстана, а также как народный депутат Верховного Совета СССР, он представил тогдашнему правительству подробный доклад о жизни мусульман всей страны, требуя восстановить и защитить их права. После этого политика государства в отношении мусульман изменилась. Было разрешено открывать мечети, исламские учебные заведения, издавать религиозную литературу, исполнять множество религиозных обязанностей, запрещённых в годы советской власти. По депутатскому запросу был принят указ об организации паломничества мусульман из СССР.
Однако в 1993 году Шейх Мухаммад Садык Мухаммад Юсуф под давлением властей республики и лично президента Ислама Каримова ушёл в отставку (на его место был избран шейх Мухторджон Абдуллаев), оставив пост главы Духовного управления Узбекистана и верховного муфтия Узбекистана, бежав из страны в Саудовскую Аравию под угрозой ареста и судебных преследований, и с 1993 по 1999 год был в вынужденной эмиграции. В течение этих лет сначала работал в международной исламистской организации Всемирная исламская лига со штаб-квартирой в Мекке, возглавив отдел, отвечающий за управления и муфтияты стран СНГ, а также став постоянным членом совета учредителей данной организации. А затем (когда Узбекистан оказал давление на Саудовскую Аравию) — преподавателем и советником в Национальном исламском университете Триполи в каддафистской Ливии, получив там убежище. Есть сведения о посещении им самопровозглашённой и непризнанной Чеченской республики Ичкерия, когда Ахмат Кадыров (являвшийся его близким другом) работал верховным муфтием этой сепаратистской и фактически независимой республики, также бывал в Турции, Иордании, Пакистане и других странах. В период нахождения в эмиграции написал около 30 статей и 25 книг и брошюр по различной исламской тематике на узбекском языке (они были переведены на множество других языков). Издавать и печатать эти книги и брошюры тогда в Узбекистане не разрешили, и они были изданы в других странах, к примеру в Турции и Кыргызстане.
После терактов в Ташкенте в 1999 году Мухаммад Садык Мухаммад Юсуф получил официальное приглашение вернуться в Узбекистан. Власти пошли на этот шаг, видимо, потому, что поняли, что нужно поддерживать богословов, проповедующих истинный Ислам, видя как быстро распространяются в стране идеи экстремистских религиозных организаций..
Вернувшись на родину в Узбекистан, Мухаммад Садык Мухаммад Юсуф занялся написанием множества богословских трудов. Он принимал участие в большом количестве мероприятий и собраний по всей стране, посвящённых повышению научной и религиозной культуры мусульман, осуществил смысловой перевод Священного Корана на узбекский язык, изданы более сотни его книг и переводов по исламским наукам.

## Деятельность
Последние годы Мухаммад Садык Мухаммад Юсуф, будучи членом учредительного собрания «Всемирной Исламской связи», был занят работой по развитию религиозной культуры среди жителей Узбекистана через сайт Islom.uz. Он постоянно принимал участие в научных конференциях, семинарах, собраниях и встречах по всему миру.
Мухаммад Садык Мухаммад Юсуф являлся членом следующих мусульманских организаций:
1. Совет секретарей Всемирного союза мусульманских улемов (соучредитель);
2. Учредительный совет Всемирной Исламской Лиги (Мекка);
3. Президиум Всемирной ассоциации тасаввуфа;
4. Генеральный секретариат Всемирного народного исламского руководства;
5. Президиум Всемирного совета исламского призыва;
6. Королевская Академия исламской мысли (Иордания);
7. Исполнительное бюро Собрания исламских улемов и мыслителей мира (Мекка);
8. Учёный совет Всемирного исламского университета (Исламабад);
9. Всемирная ассоциация мечетей.

## Смерть
Мухаммад Садык Мухаммад Юсуф умер 10 марта 2015 года в возрасте 62 лет. Причиной смерти стал сердечный приступ (инфаркт миокарда), настигший шейха в спортзале Ташкентского исламского университета, когда он играл в баскетбол.
Похороны прошли в Ташкенте. Джаназа прошла у мечети шейха Зайниддина в старогородской части Ташкента. На похоронах приняли непосредственное участие примерно 200-250 тысяч человек не только из Ташкента, но и со всех регионов Узбекистана и других стран, став крупнейшими похоронами в истории независимого Узбекистана, несмотря на то, что в тот период, когда Узбекистаном по прежнему правил президент Ислам Каримов, и его режим старался не допускать таких больших скоплений народа.
После смерти Мухаммад Юсуфа Глава Чечни Рамзан Кадыров объявил о решении назвать его именем одну из улиц Грозного.
Открытая через несколько дней после его смерти мечеть в южнокорейском городе Коджедо была названа в его честь. Также 26 мая 2015 года в Шымкенте (Казахстан) открылась мечеть, названная в честь Мухаммада Юсуфа
Построенная по инициативе президента Шавката Мирзиёева в Чиланзарском районе Ташкента мечеть носит его имя.

## Награды
- Орден «Олий даражали Имом Бухорий» (27 июня 2023 года, посмертно) — за многолетнюю плодотворную работу по развитию исламской культуры и науки, продвижение гуманистических идей исламской религии, исследованию бесценных трудов наших знаменитых учёных, установление и укрепление единства и согласия между народами[13].

## Публикации
Духовно-просветительские произведения, статьи и проповеди Мухаммада Садыка Мухаммада Юсуфа размещены на портале www.islom.uz. Портал стал победителем интернет-конкурса домена .uz по номинациям «Лучший сайт на государственном языке» (2009) и «Самый посещаемый сайт» (2010).
- «Тафсири Хилал» (7 томов)
- Серия «Хадисы и жизнь». (39 томов)
- «Иман. Ислам. Куръан»
- «Суннитские вероубеждения»
- «Акыйда Тахавийя» (перевод)
- «Усулул фикх» (методология фикха).
- «Кифая» (комментарии к «Мухтасари Викая»).
- «Васатия — путь жизни»
- «О разногласиях»
- «Станем богобоязненными»
- «Поклонение хадж»
- «Религия — наставление»
- «Чистота — от иймана»
- «Семья — дворец счастья»
- «История — аманат»
- «Ядовитый кинжал в сердце общества»
- «На пути чистоты Ислама»
- «Права человека в Исламе»
- «Экология в Исламе»
- «Ислам и охрана окружающей среды»
- «Ислам против нравственных преступлений»
- «Встречая Рамадан»
- «Представление о тасаввуфе»
- «Воспитание души», трехтомный.
- «Сокровище (кладезь) благонравий» (Перевод и комментарии «Адабул муфрад» аль-Бухари).
- «Благочестие и связывание родственных уз» (Перевод и комментарии «Китабул бирри вас-сила» Марвази).
- «Мусталахул хадис» (трактат о терминологии науки хадисоведение).
- «Это — Расулуллах».
- «Наука акаид и связанные с ней вопросы».
- «Разногласия. Причины. Решения».
- «Направления и книги фикха».
- «Расулуллах саллаллаху алайхи васаллам» (Сборник хадисов).